# Propulsione Walter

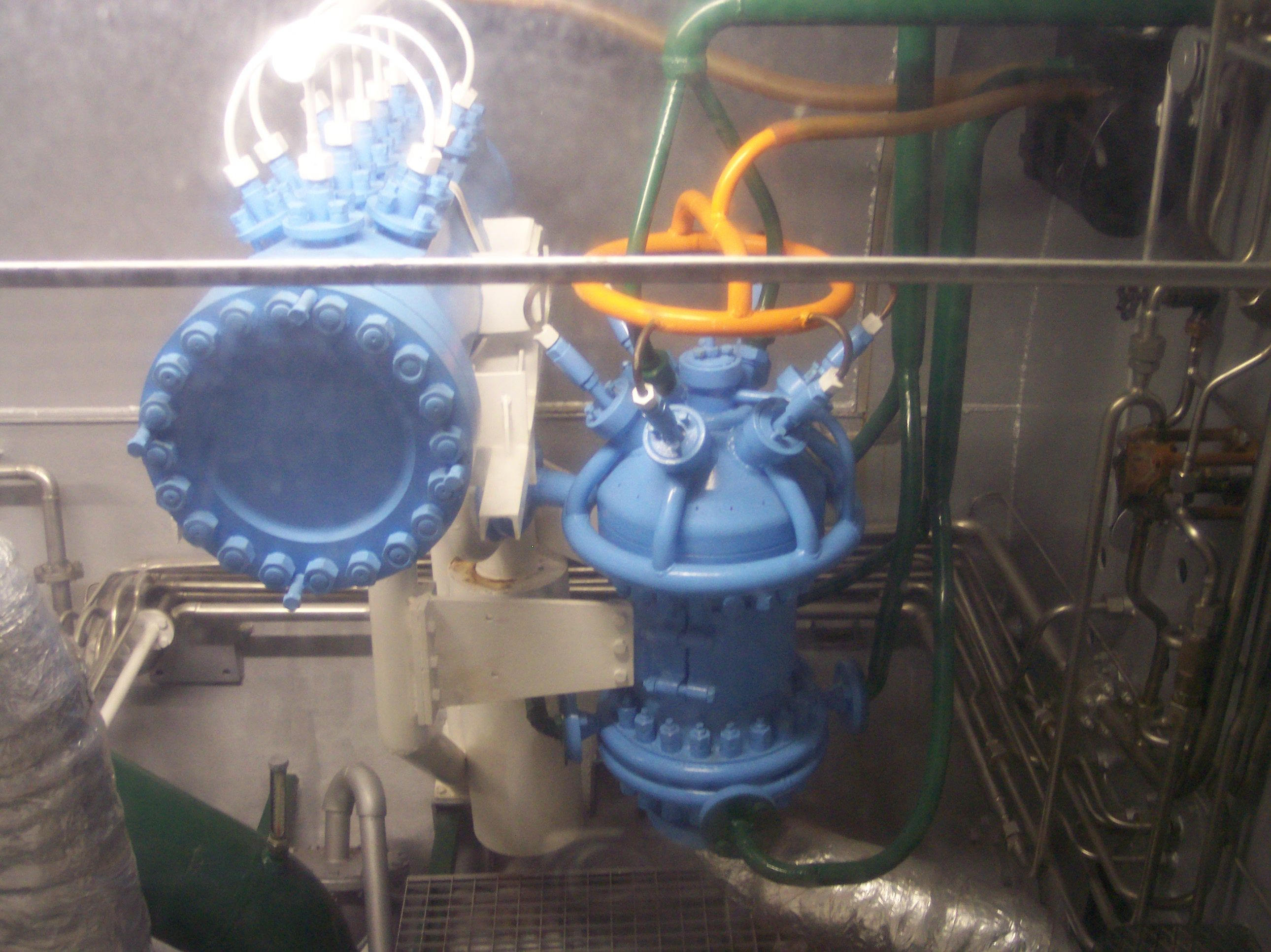
Impianto di Walter-Antrieb

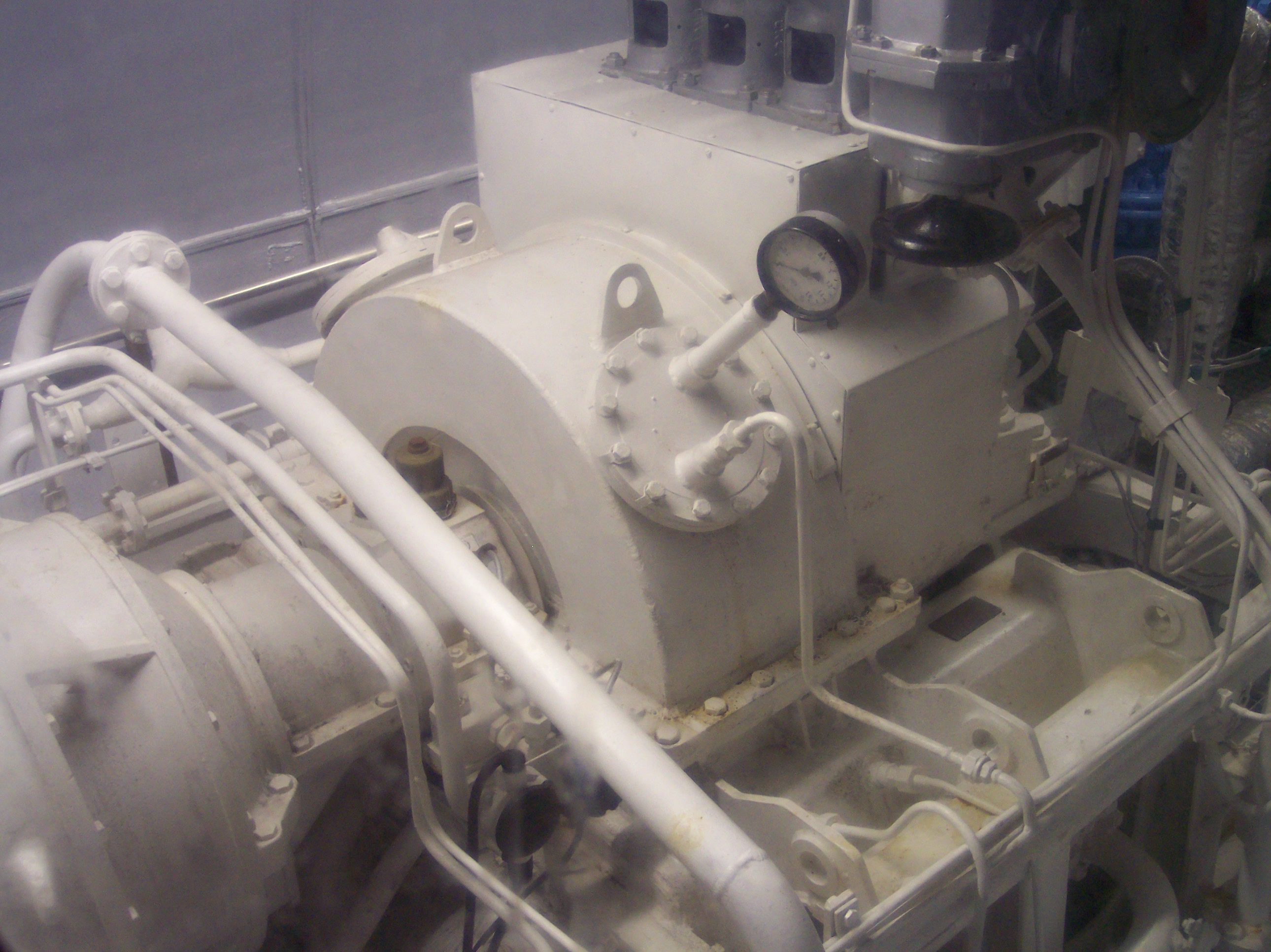
Turbina di un impianto Walter-Antrieb

La Propulsione Walter, o in tedesco Walter-Antrieb, fu sviluppata da Hellmuth Walter per la Reichsmarine/Kriegsmarine alla metà degli anni trenta presso la Germaniawerft di Kiel.
L'obiettivo era di sviluppare un sistema che potesse generare corrente sufficiente per i motori elettrici anche sott'acqua, là dove i motori Diesel non potevano essere impiegati. Gli accumulatori usati comunemente avevano una capacità limitata a poche ore. Così si cercò di trasformare perossido di idrogeno (acqua ossigenata) in vapore ad alta temperatura con l'aiuto di un catalizzatore e di produrre conseguentemente corrente mediante una turbina.

## Processo a freddo
Inizialmente il processo fu realizzato senza l'ausilio di alte temperature, "a freddo": il perossido d'idrogeno veniva spruzzato da ugelli sottili su un catalizzatore di biossido di manganese (pirolusite). Questa miscela vapore - ossigeno così prodotta veniva diretta ad alta pressione in una turbina ed era quindi utilizzabile come forza motrice.

## Processo a caldo
Nel 1936 fu sperimentato il processo a caldo. In questo caso la struttura era costituita da un decompositore o reattore con collegata una camera di combustione, un separatore ed una turbina a vapore. Il decompositore era costituito da una camera di compressione, nella quale era applicato orizzontalmente un blocco poroso di permanganato di potassio o di ossido di manganese(IV) - il catalizzatore. Dal coperchio della camera, attraverso più ugelli il perossido d'idrogeno veniva spruzzato sul catalizzatore decomponendosi così nei suoi singoli elementi: vapore acqueo (550 - 600 °C) e ossigeno. Questa miscela poteva defluire attraverso il catalizzatore poroso nella zona inferiore del reattore. Da lì partiva un tubo conduttore fino alla camera di combustione collegata. La miscela ossigeno - vapore acqueo entrava quindi a livello del coperchio della camera di combustione e veniva trasformata in un combustibile vaporizzato con una fiamma caldissima (2000 °C). Per evitare il surriscaldamento del collo della camera di combustione, esso veniva raffreddato con acqua e all'acqua veniva consentito di entrare nel flusso rovente del gas attraverso minutissimi fori. Questa produzione enorme di vapore (35 - 40 T/h) consentiva il funzionamento della turbina a vapore della potenza di 7 500 PS. A causa dei gravi danni alle pale della turbina (dovuti all'attrito del blocco catalizzatore) venne collocato successivamente un separatore tipo Zyklon tra l'uscita della camera di combustione e l'ingresso della turbina. L'uscita del vapore dalla turbina venne collegato a un condensatore, per aumentare il grado di efficienza della turbina e anche per poter riutilizzare il costoso condensato (acqua distillata). La parte di CO2 veniva pompata fuori bordo, grazie ad un compressore, e assorbita completamente dall'acqua marina, di modo che fosse possibile una navigazione senza bolle rivelatrici in scia. Si pensò anche di montare un sistema notevolmente più piccolo e di eguale struttura anche su aerei da combattimento, dove la camera di combustione era però collocata orizzontalmente al timone. Un separatore e un condensatore, naturalmente, non erano necessari in questo caso, poiché l'espulsione di vapore e di gas serviva direttamente come massa di supporto, proprio come in tutti i motori a reazione. Il sistema veniva, tuttavia, inserito solo per breve tempo nel corso del combattimento per aumentare significativamente la velocità. I rendimenti sopramenzionati erano raggiunti solo con l'utilizzo di una concentrazione di perossido d'idrogeno tra il 90 ed il 94%.

## Processo indiretto
Oltre al processo a caldo diretto venne sperimentato per la turbina Walter anche un processo indiretto, con un circuito chiuso di vapore, generato in uno scambiatore di calore che veniva riscaldato dai gas di scarico della camera di combustione. Questo metodo aveva un minor consumo specifico di perossido d'idrogeno (T-Stoff), ma occupava più spazio ed era più pesante del processo diretto.

## Consumo carburante
Il generatore di forza motrice Walter ha un elevato consumo specifico di perossido di idrogeno. Il consumo è di circa:
- 5 kg/kWh e più nel processo freddo
- 2,35 kg/kWh nel processo a caldo diretto
- 1,85 kg/kWh nel processo diretto caldo, utilizzando un condensatore (Il gas di scarico difficilmente è esposto alla pressione d'immersione; il gradiente di pressione è maggiore nella turbina)
- 1,32 kg/kWh nel processo indiretto

## Utilizzi
Durante il 1940 delle prove vennero eseguite a bordo del sottomarino V80 equipaggiato con motore Walter, e raggiunse una velocità in immersione di 28,1 nodi. La velocità raggiunta in superficie con questa unità non è stata specificata nei documenti di prova; lo scafo, tuttavia, era ottimizzato per la navigazione subacquea. Gli U-Boot tipo Wa 201 e Typ Wk 202 erano sottomarini (U-Boot) con propulsione Walter. Di ognuno dei due modelli di natante ne furono costruiti due esemplari, per le prove di durata. Del primo tipo Wa 201 U 792 e U 793 e del tipo Wk 202 U 794 e U 795 erano sottomarini con sistema Walter. Nel maggio del 1943, dopo l'aumento delle perdite di sottomarini i piani della Kriegsmarine, che prevedevano un maggior numero di sottomarini più grandi con propulsione Walter (i tipi classe XVII, classe XVIII e classe XXVI), non vennero mai portati a termine.
Il Grande Ammiraglio Erich Raeder fermò il loro ulteriore sviluppo e questo ordine incluse anche la turbina Walter. Soltanto quando lo stesso Hitler accusò Raeder d'incompetenza (le grandi navi da battaglia ottenevano scarsi risultati, mentre i sottomarini si erano rivelati molto efficaci), Raeder si dimise e venne sostituito dal plenipotenziario per i sottomarini (BdU = Befelshaber der U-Boote), Contrammiraglio Karl Doenitz, venne avviato l'ulteriore sviluppo degli U-Boot con grandi mezzi.
Solo tre unità della classe XVII tipo B sono stati posti in servizio nel 1944, ma mai utilizzati. I sottomarini tipo XVIII, sviluppati per essere equipaggiati con il motore Walter, vennero utilizzati invece montando motori elettrici convenzionali, poiché il propulsore Walter non era stato ancora completato (il tipo XVIII era simile -nel suo aspetto esterno- al tipo XXI effettivamente prodotto).
L'U 1407, un sottomarino costruito dalla Blohm & Voss appartenente alla classe XVII, al termine del conflitto fu portato in Inghilterra e, con la nuova designazione HMS Meteorite, avviato a una serie di prove sperimentali che si protrassero fino al 1946; il motore Walter venne identificato con la sigla H.T.P. (High Test Peroxide). Dal 1951 al 1959 l'URSS, ha costruito per proprie prove, il sottomarino S-99, ma lo mise presto fuori servizio dopo una serie di incidenti. Nel 1956 e 1958, vennero messi in servizio i sottomarini Explorer e Excalibur. Essi sono gli unici sottomarini inglesi con propulsione HTP. Nel corso delle prove si verificarono una serie di danni provocati da esplosioni nel motore, cosicché l'equipaggio di Explorer rinominò, sarcasticamente, la loro nave Exploder. Hellmuth Walter concepì nel 1960 un batiscafo per profondità di immersione fino a 5000 m. Il progetto fu chiamato STINT, doveva essere azionato con una turbina Walter con processo freddo, ma non fu mai realizzato. Il motore Walter non venne mai prodotto in serie per la mancanza di esperienza pratica, ma viene ancora considerato un buon sistema propulsivo indipendente da aerazione esterna (acronimo inglese AIP = Air-Independent Propulsion).
L'evoluzione modificata dei sottomarini ha reso tuttavia superato il sottomarino rumoroso ma veloce. La tendenza si è rivolta chiaramente verso natanti più lenti forse ma più silenziosi quindi più difficili da localizzare.
Il principio della propulsione Walter fu usato anche per la catapulta di lancio delle V-1 nonché come generatore di vapore per la turbopompa del combustibile del meccanismo motore del razzo V2 (Aggregat 4). Per poter produrre le grandi quantità di perossido d'idrogeno ad alta concentrazione necessarie, la marina da guerra tedesca costruì, a partire dal 1938, due grandi stabilimenti a Bad Lautenberg e a Rhumspringe, sotto il nome in codice Schickert-Werke.